# Prêmio Bibi Ferreira 2017
A 5ª Edição da Cerimônia de Entrega dos Prêmios Bibi Ferreira ocorreu no dia 18 de outubro de 2017, no Teatro Santander, na cidade de São Paulo.

## Cerimônia
O período de elegibilidade se iniciou em 1 de julho de 2016 e se estendeu até 30 de junho de 2017, acompanhando produções de musicais. Em 1 de agosto foram anunciados os indicados às 19 categorias através de um vídeo apresentado pelas estrelas Kiara Sasso, Frederico Silveira, Bianca Tadini, Bruna Guerin, Ruy Brissac e Ana Luíza Ferreira. Esse é o primeiro ano que a categoria Melhor Visagismo faz parte da premiação.
A cerimônia foi apresentada por Alessandra Maestrini e Miguel Falabella.

## Indicados e vencedores[4]
| Melhor Musical | Melhor Musical Brasileiro |
| --- | --- |
| Les Misérables - AUÊ - Forever Young - Gota D’Água (a seco) - My Fair Lady                                                                                               | AUÊ - 60! Década de Arromba – Doc. Musical - Gota D’Água (a seco) - Lembro Todo Dia de Você - O Grande Sucesso |
| Melhor Versão em Musicais | Melhor Direção em Musicais |
| Les Misérables – Claudio Botelho - My Fair Lady - Claudio Botelho | Jorge Takla – My Fair Lady - Duda Maia - AUÊ - Rafael Gomes - Gota D’Água (a seco) - Jarbas Homem de Mello - Forever Young - Zé Henrique de Paula - Lembro Todo Dia de Você                                         |
| Melhor Ator | Melhor Atriz |
| Paulo Szot – My Fair Lady - Daniel Diges - Les Misérables - Flávio Bauraqui - Cartola, o Mundo é um Moinho - Marcelo Médici - Rocky Horror Show - Thiago Machado - Rent  | Laila Garin – Gota D’Água (a seco) - Giulia Nadruz - Ghost, o Musical - Paula Capovilla - Forever Young - Paula Flaibann - Na Laje, o Musical - Simone Gutierrez - Tudo é Jazz                                      |
| Ator Coadjuvante | Atriz Coadjuvante |
| Ivan Parente – Les Misérables - Marcel Octavel - Rocky Horror Show - Nando Pradho - Les Misérables - Nicola Lama - Rocky Horror Show - Sandro Christopher - My Fair Lady | Andrezza Massei – Les Misérables - Adriana Lessa - Cartola, o Musical - Anna Toledo - Lembro Todo Dia de Você - Laura Lobo - Les Misérables - Nábia Vilela - Roque Santeiro, o Musical                              |
| Revelação em Musicais | Direção Musical |
| Filipe Bragança – Les Misérables - Daniele Nastri - My Fair Lady - Davi Tápias - Lembro Todo Dia de Você - Diego Martins - A Era do Rock                                 | Luis Gustavo Petri – My Fair Lady - Alfredo Del-Penho e Beto Lemos - AUÊ - Miguel Briamonte - Forever Young - Tony Lucchesi – 60! Década de Arromba – Doc. Musical - Vânia Pajares – Tudo é Jazz                    |
| Melhor Cenografia | Melhor Figurino |
| My Fair Lady – Nicolás Boni - Ghost, o Musical - Renato Theobaldo - Gota D’Água (a seco) - André Cortez                                                                  | My Fair Lady – Fabio Namatame - Gota D’Água (a seco) - Kika Lopes - O Grande Sucesso - Karen Brustolin |
| Melhor Roteiro Original | Melhor Arranjo Original |
| Lembro Todo Dia de Você – Fernanda Maia - AUÊ - Duda Maia e a Barca dos Corações Partidos - O Grande Sucesso - Diego Fortes                                              | AUÊ – Alfredo Del-Penho e Beto Lemos com colaboração da Barca dos Corações Partidos e Duda Maia - 60! Década de Arromba – Doc. Musical - Tony Lucchesi - Alegria, Alegria, o Musical - Thiago Gimenes               |
| Melhor Coreografia | Melhor Letra e Música |
| Alegria, Alegria, o Musical – Alonso Barros - AUÊ - Duda Maia - My Fair Lady - Tania Nardini                                                                             | AUÊ – Alfredo Del-Penho e Beto Lemos com colaboração da Barca dos Corações Partidos e Duda Maia - Lembro Todo Dia de Você - Fernanda Maia e Rafa Miranda - O Grande Sucesso - Elenco e equipe de “O Grande Sucesso” |
| Melhor Desenho de Luz | Melhor Desenho de Som |
| Gota D’Água (a seco) – Wagner Antônio - AUÊ - Renato Machado - Lili Marlene - Caetano Vilela                                                                             | My Fair Lady – Tocko Michelazzo - Alegria, Alegria, o Musical - Tocko Michelzazzo - AUÊ - Gabriel D’Angelo |
| Melhor Visagismo | |
| Forever Young – Anderson Bueno - My Fair Lady - Duda Molinos e Feliciano San Roman - O Grande Sucesso - Wilson Eliodoro                                                  | |

## Resumo
Lista de espetáculos com mais de uma indicação:
| Programa                             | Indicações | Vitórias |
| ------------------------------------ | ---------- | -------- |
| My Fair Lady                         | 12         | 6        |
| AUÊ                                  | 10         | 3        |
| Les Misérables                       | 8          | 5        |
| Gota D’Água (a seco)                 | 7          | 2        |
| Lembro Todo Dia de Você              | 6          | 1        |
| Forever Young                        | 5          | 1        |
| O Grande Sucesso                     | 5          | 0        |
| Alegria, Alegria, o Musical          | 3          | 1        |
| 60! Década de Arromba – Doc. Musical | 3          | 0        |
| Rocky Horror Show                    | 3          | 0        |
| Cartola, o Mundo é um Moinho         | 2          | 0        |
| Ghost, o Musical                     | 2          | 0        |
| Tudo é Jazz                          | 2          | 0        |